# Montse Miralles Brugués
Montse Miralles Brugués (Barcelona, 23 de marzo de 1956-Barcelona, 13 de marzo de 2024) fue una actriz y actriz de doblaje española. Puso voz a míticas actrices como: Marilyn Monroe, Ingrid Bergman o Sofia Loren en varias películas.

## Biografía
Empezó su trayectoria como actriz de teatro. Ha actuado en obras como Testimonio de cargo, Sueño de la noche de San Juan, El auca del señor Esteve o El violinista sobre el tejado, entre otros. En televisión, participó en series como: Cuéntame cómo pasó, Como si fuera ayer, La que se avecina, Hospital Central, Ventdelplà o Doctor Caparrós, medicina general. Asimismo, formó parte de películas como: Tros, El cadáver de Anna Fritz o El retablo del flautista.
En cuanto al doblaje, interpretó a Victoria Principal en catalán en el papel de Pam Ewing en la serie Dallas, Kate Jackson en el papel protagonista de la serie El espantapájaros y la señora King y Marilyn Monroe en la película Nadie es perfecto. Además, participó en el doblaje de las series Radio Cincinnati, Perry Mason, en el papel de Della Street interpretado por Barbara Hale, y de La víbora negra, poniendo la voz a Miranda Richardson como reina Isabel I.
Comenzó a dirigir doblaje con veintiséis años. Entre las adaptaciones que dirigió se encuentran películas como El Padrino, Lo que el viento se llevó y Casablanca, donde a la vez interpreta a Ingrid Bergman como Ilsa Lund. También dirigió el doblaje al catalán de la serie Tenko.
El 13 de marzo de 2024, 10 días antes de su cumpleaños 68, murió a la edad de 67 años.